# Lauxania nasalis
Lauxania nasalis är en tvåvingeart som först beskrevs av Thomson 1869.  Lauxania nasalis ingår i släktet Lauxania och familjen lövflugor. Inga underarter finns listade i Catalogue of Life.